# Kill (badminton)
Pour les articles homonymes, voir Kill.

## Définition
En badminton, le kill est un coup offensif au filet (attaque), dirigé au ras du filet et juste derrière la ligne de service court suivant une trajectoire courbe descendante très accélérée. 
Il est utilisé lorsque le volant a une vitesse faible et se situe à une dizaine de centimètres au-dessus du filet. Il sert à prendre l'adversaire de vitesse et à finir le volant le plus souvent.
En haut niveau, les joueurs qui arrivent à défendre ce coup rendent le jeu assez spectaculaire.

## Analyse
C'est une frappe sèche et violente de la raquette pour finir et gagner l'échange. Le joueur doit être opportuniste pour déceler le moment favorable à ce type d'attaque qui surprend souvent l'adversaire.
Le kill est très utilisé en double, essentiellement par le joueur placé en avant. C'est un des points forts de la femme en double mixte.